# Saxifraga razshivinii
Saxifraga razshivinii là một loài thực vật có hoa trong họ Saxifragaceae. Loài này được Zhmylev miêu tả khoa học đầu tiên năm 1990.